# Рио-Бранко (футбольный клуб, Американа)
Спортивный клуб «Рио-Бранко» (порт. Rio Branco Esporte Clube) — бразильский футбольный клуб из Американы, штат Сан-Паулу.

## История
Основан 4 августа 1913 года под названием Спортклуб «Арромба» (Sport Club Arromba). Первым президентом стал Жуан Труцци, входивший в число основателей клуба. В число первых членов вошли 26 человек.
В 1917 году команду переименовали в «Футбольный клуб „Рио-Бранко“» (Rio Branco Football Club) в честь барона Рио-Бранко.
В 1922 и 1923 годах команда дважды подряд выигрывала чемпионат интериора («глубинки», периферии) штата Сан-Паулу. В 1968 и 2012 годах мужская команда становилась чемпионом Серии A3 Лиги Паулисты.
Лучший период в истории клуба — начало 1990-х годов. Команда заняла шестое место в чемпионате штата Сан-Паулу в 1993 году. В тот же период клуб воспитал ряд футболистов, впоследствии получивших известность в других клубах и национальных сборных: Флавио Консейсан, Минейро, Марселиньо Параиба, Маркос Сенна, Жозе Соуза.
В элитном дивизионе чемпионата штата Сан-Паулу команда выступала до 2007 года. В 2009 году «Рио-Бранко» вернулся в Серию A Лиги Паулисты, но продержался там только до 2011 года. В последующие годы команда опустилась в третий дивизион (Серия A3), где выступает по сей день.
Команда выступает на стадионе «Десио Вита», открытом 1 мая 1977 года.